# Anahit

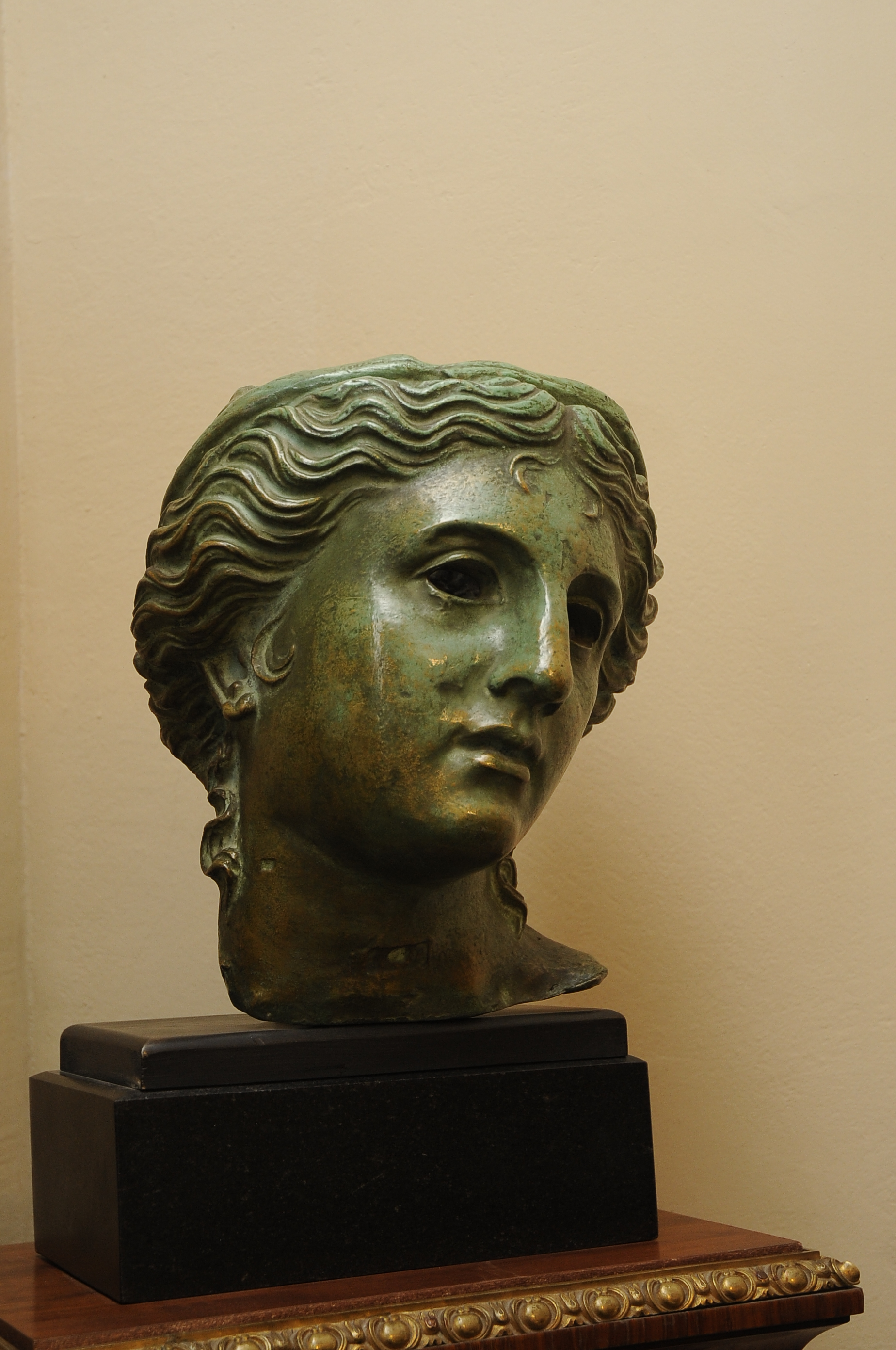
Bronzen hoofd van Anahit in de Britse Museum.

Anahit (Armeens: Անահիտ) was de godin van vruchtbaarheid en genezing, wijsheid en water in de Armeense mythologie. In vroege perioden was ze de godin van de oorlog. Tegen de 5e eeuw voor Christus was zij samen met Aramazd de belangrijkste godheid in Armenië. De Armeense godin Anahit is verwant aan de soortgelijke Iraanse godin Anahita. De aanbidding van Anahit, hoogstwaarschijnlijk geleend van de Iraniërs tijdens de invasie van Medië of de vroege Achaemenidische periode, was van het allergrootste belang in Armenië. Artaxius I richtte standbeelden van Anahit op en vaardigde bevelen uit om ze te aanbidden.

## Armeense Anahit en Perzische Anahita
Volgens Strabo, "deelden de Armeniërs in de religie van de Perzen en de Meden en eerden in het bijzonder Anaitis". De koningen van Armenië waren "standvastige aanhangers van de cultus"  en Tiridates III, vóór zijn bekering tot het christendom, "bad officieel tot de triade Aramazd- Anahit- Vahagn, maar zou een speciale toewijding hebben getoond aan 'de grote dame. Anahit,... de weldoenster van het hele menselijke ras, moeder van alle kennis, dochter van de grote Aramazd '"  Volgens Agathangelos vereiste de traditie dat de koningen van Armenië eenmaal per jaar naar de tempel in Eriza (Erez ) in Acilisene om het festival van de goddelijkheid te vieren; Tiridates maakte deze reis in het eerste jaar van zijn regering, waar hij offers en kransen en takken bracht. De tempel in Eriza schijnt bijzonder beroemd te zijn geweest, "de rijkste en meest eerbiedwaardige in Armenië" bemand met priesters en priesteressen, de laatsten uit vooraanstaande families die vóór hun huwelijk in de tempel zouden dienen.  Deze praktijk kan opnieuw Semitische syncretische invloeden onthullen  en wordt op andere gebieden niet bevestigd. Plinius meldt dat de soldaten van Marcus Antonius een enorm standbeeld van de godheid van massief goud hebben vernield en de stukken vervolgens onder elkaar verdeelden. Ook volgens Plinius, gesteund door Dio Cassius, werd Acilisene uiteindelijk bekend als Anaïtica. Dio Cassius vermeldt ook dat een andere regio langs de rivier de Cyrus, op de grens van Albanië en Iberia, ook wel "het land van Anaïtis" werd genoemd.

## Tempels gewijd aan Anahit
In Armenië werd de Anahit-aanbidding gevestigd in Erez, Armavir, Artaxata en Ashtishat. Een berg in het Sophene district stond bekend als de troon van Anahit (Athor Anahta). Het hele district Erez, in de provincie Akilisene (Ekeghiats), heette Anahtakan Gavar.
Volgens Plutarchus was de tempel van Erez de rijkste en de edelste in Armenië. Tijdens de expeditie van Marcus Antonius in Armenië werd het beeld door de Romeinse soldaten in stukken gebroken. Plinius de Oudere vertelt hier het volgende over: Keizer Augustus, uitgenodigd voor het diner door een van zijn generaals, vroeg hem of het waar was dat de vernielers van Anahits standbeeld waren gestraft door de toornige godin. "Nee!" antwoordde de generaal, "integendeel, ik heb vandaag het geluk je te behandelen met een deel van de heup van dat gouden beeld." De Armeniërs richtten een nieuw gouden standbeeld van Anahit op in Erez, dat werd aanbeden vóór de tijd van St. Gregorius Illuminator.
Het jaarlijkse feest van de maand Navasard, gehouden ter ere van Anahit, was de gelegenheid van grote bijeenkomsten, bijgewoond met dans, muziek, recitals, wedstrijden, enz. De zieken gingen op bedevaart naar de tempels en vroegen om herstel. Het symbool van de oude Armeense geneeskunde was het hoofd van het bronzen vergulde beeld van de godin Anahit.

## Verslagen van Anahit door historici

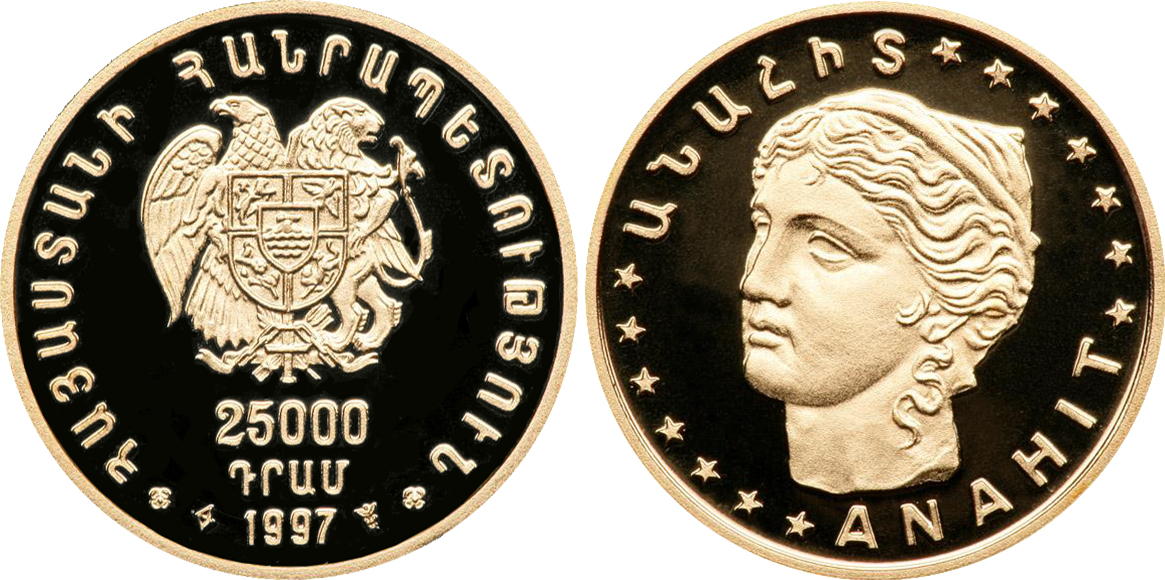
Herdenkingsmunt uitgegeven door de Centrale Bank van Armenië, gewijd aan de godin Anahit

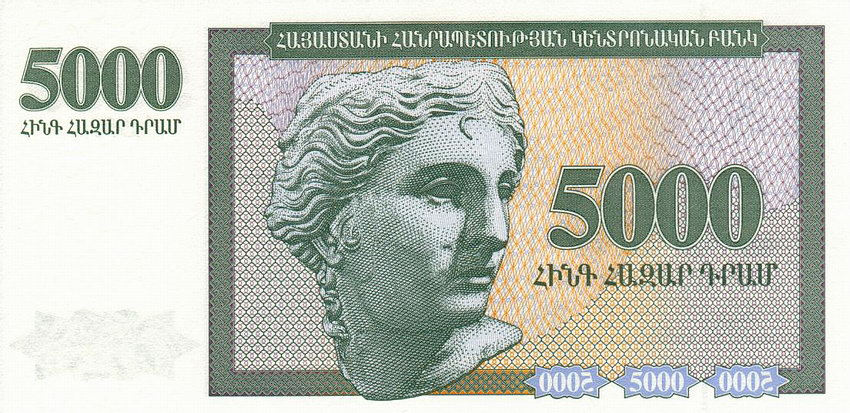
5000 Armeense dram

Volgens Agathangelos prijst koning Trdat de "grote Vrouwe Anahit, de glorie van onze natie en levendmaker...; moeder van alle kuisheid, en de kwestie van de grote en dappere Aramazd." De historicus Berossus identificeert Anahit met Aphrodite, terwijl middeleeuwse Armeense schriftgeleerden haar identificeren met Artemis.

## Relatie met de Avestan Anahita
De naam komt overeen met Avestan Anahita (Aredvi Sura Anahita), een soortgelijke goddelijke figuur.